# Ettore Ciccotti

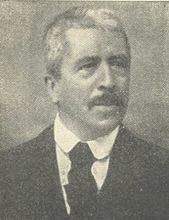
Ettore Ciccotti (vor 1939)

Ettore Ciccotti (* 23. März 1863 in Potenza, Provinz Potenza; † 20. Mai 1939 in Rom) war ein italienischer Historiker, Hochschullehrer und Politiker, der sowohl Mitglied der Camera dei deputati als auch des Senats war.

## Biografie
Nach dem Schulbesuch studierte er Rechtswissenschaft sowie Geschichte an der Universität Neapel. Nach Beendigung seiner Studien wurde er Professor für die Geschichte der Antike an der Akademie für Wissenschaften und Literatur (Accademia scientifico-letteraria) in Mailand. Später hatte er Professuren für die Geschichte der Antike an der Universität Pavia, der Universität Messina sowie dem Obersten Lehrinstituts (Istituto superiore di magistero) in Rom inne.
Neben seiner Laufbahn als Hochschullehrer war er auch als Politiker tätig und war Mitglied der Deputiertenkammer von Juni 1900 bis Juni 1902 und wurde später im Juli 1902, März 1909 sowie Oktober 1913 zum Abgeordneten wiedergewählt. In der Deputiertenkammer vertrat er somit in drei Legislaturperioden die Interessen des Wahlkreises Napoli. Als Abgeordneter sprach er sich gegen den Militarismus aus.
Am 18. September 1924 wurde er zum Mitglied des Senats nominiert und gehörte ihm bis zu seinem Tode an.

## Veröffentlichungen
Ciccotti war außerdem Autor mehrerer Fachbücher. Zu seinen wichtigsten Veröffentlichungen gehören:
- La famiglia nel diritto attico, 1886
- La fanciulla beata di Dante Gabriel Rossetti e un giudizio di Max Nordau: conferenza pronunciata nel Circolo filologico di Milano il dì 26 marzo 1893, 1893
- La rivoluzione di domani, 1893
- Socialismo di stato e socialismo democratico, 1894
- Il caso Dreyfus innanzi alle storia, 1899
- Attraverso la Svizzera: note politiche e sociali, 1899
- Settentrionali e meridionali agli italiani del mezzogiorno, Co-Autor Napoleone Colajanni, 1899
- La guerra d’Italia e il compito della Prussia, 1899
- Le discussioni del sesto Landtag delle provincie Renane, 1899
- Un carteggio del 1843: Per la critica della filosofia del diritto di Hegel; Per la questione degli Ebrei, 1899
- Il mio discorso in corte d’assise: innanzi ai Giurati di Düsseldorf il 3 Maggio 1849 contro l’accusa di avere eccitato i cittadini a insorgere contro il potere regio, 1899
- Pace e guerra ne’ poemi omerici ed esiodei, 1900
- Contro il militarismo: discorsi dei deputati Ciccotti e Ferri pronunziati alla Camera dei deputati nella 2a tornata del 30 marzo 1901, 1901
- Psicologia del movimento socialista: note ed osservazioni, 1903
- Sulla questione meridionale: scritti e discorsi, Band 2, 1904
- La reazione cattolica, 1905
- Relazione sui rapporti tra la direzione del Partito e la Stampa, 1906
- El ocaso de la esclavitud en el mundo antiguo, 1907
- Indirizzi e metodi degli studi di demografia antica: Prefazione al quarto volume della «Biblioteca di storia economica», 1908
- Il processo per alto tradimento contro Ferdinando Lassalle (12 marzo 1864), 1909
- Intorno all’interpretazione materialistica della storia, 1910
- Der Untergang der Sklaverei im Altertum, 1910
- Sovvenzioni e premi alla marina mercantile in Italia, 1910
- Biblioteca di storia economica, Band 3, 1915
- Vecchi e nuovi orizzonti della numismatica e funzione della moneta nel mondo antico: Introduzione al v. III della Biblioteca economica, 1915
- I Socialisti italiani e la guerra: Discorsi parlamentari dell’onorevole Ettore Ciccotti. Republicati con una prefazione e un’appendice, 1917
- Esperimenti di socialismo, 1919
- Griechische Geschichte, Co-Autor Ludo Moritz Hartmann, 1920
- Weltgeschichte in gemeinverständlicher Darstellung, Co-Autoren G. Bourgin und Ludo Moritz Hartmann, 1920
- Lineamenti dell’ evoluzione tributaria nel mondo antico, 1921
- Storia greca, 1922
- Chronache quadriennali di politica italiana ed estera 1919-1923, 1923
- Cronache quadriennali di politica italiana ed estera, 1919-1923, Band 2, 1924
- Disegno storico del medio evo, 1924
- Epitome storica dell’ antichità, 1926
- Commercio e civiltà nel mondo antico, 1929
- Confronti florici, 1929
- Valore e utilizzazione di dati statistici del mondo antico con particolare riguardo alla popolazione dell’antica Roma, 1931
- Il problema demografico nel mondo antico, 1931
- La civiltà del mondo antico, Band 1, 1935
- Il tramonto della schiavitù nel mondo antico, 1940